# 정석비행장
정석비행장(靜石飛行場, IATA:JDG ICAO:RKPD)은 제주특별자치도 서귀포시 표선면 가시리 제동목장에 위치한 공항이다.
기존의 비행훈련원을 대폭 확장하여 비행장으로 만들었으며, 길이 2,300m 폭 45m 짜리 활주로 1본이 설치되어 있다. 1995년 3월 착공하여 1998년 8월 29일 준공되었다. 높이 25m의 관제탑과, 격납고 3개동, 비행훈련원 본관등의 시설이 갖추어져 있다. 계기착륙장치인 ILS는 RWY01에만 설치되어 있다. 최근에 제주도 신공항 입지 문제로 인하여 알뜨르 비행장과 함께 거론되고 있다.

## 특징
2002 한일 월드컵 당시 제주월드컵경기장에서 열릴 브라질과 중국전을 관람하는 중국 방문객을 위한 임시 국제공항으로 허가되어, 2002년 6월 8일과 6월 9일 활용되었다. 대한항공은 정석비행장에 도착장, 여객터미널, X-레이 검색대 등을 임시로 설치했으며 제주항공관리사무소와 제주공항경찰대에서도 항공감독관 보안검색요원 등을 파견했다. 이를 계기로 제주국제공항을 대체한 신공항으로 활용해야 한다는 목소리가 높아지게 되었다.
정석비행장에는 과거 대한항공이 1990년대까지 사용하였던 에어버스 A300-B4 여객기와 보잉 747-200 여객기가 각각 1대씩 2대의 여객기가 보존 중에 있다. 또한 정석비행장의 소유권 및 재산은 대한항공이 가지고 있으며 항공박물관도 함께 들어서 있다. 참고로 록히드 컨스텔레이션 여객기가 공항 안에 전시되어 있는데 엔진 2개는 네덜란드의 항공박물관을 위해 떼어주고 모형으로 교체되어 있기 때문에 비행은 불가능하다.

## 같이 보기
- 제주국제공항
- 대한항공